# Aero-Plan
Aero-Plan je debutové studiové album polské zpěvačky Eweliny Lisowské, vydané 7. května 2013 přes hudební vydavatelství HQT Music Group v distribuci Universal Music Polska. Na desce se nacházejí singly „Nieodporny rozum”, „W stronę słońca” a „Jutra nie będzie”. Album se umístilo na 10. místě v žebříčku OLiS a obdrželo zlatou desku za prodej celkem 15 tisíc kopií.

## Seznam skladeb
| No. | Titul                           | Autoři                                                                                      | Délka |
| --- | ------------------------------- | ------------------------------------------------------------------------------------------- | ----- |
| 1.  | „Gram nadziei”                  | Kuba Mańkowski, Tomasz Napierała, Bogumił Romanowski                                        | 3:55  |
| 2.  | „Jutra nie będzie”              | Ewelina Lisowska, Tomasz Napierała, Filip Pachólczyk, Bogumił Romanowski, Maciej Wiergowski | 2:50  |
| 3.  | „Cała płonę”                    | Ewelina Lisowska, Tomasz Napierała, Maciej Wiergowski                                       | 3:45  |
| 4.  | „Ostatni raz”                   | Kuba Mańkowski, Tomasz Napierała, Bogumił Romanowski                                        | 3:42  |
| 5.  | „Zakazani”                      | Kuba Mańkowski, Tomasz Napierała, Bogumił Romanowski                                        | 3:50  |
| 6.  | „W stronę słońca” (Rock Edit)   | Gabriella Jelena Jangfeldt, Simon Triebel, Sharon Vaughn                                    | 3:10  |
| 7.  | „Zmierzch”                      | Ewelina Lisowska, Maciej Wiergowski                                                         | 3:50  |
| 8.  | „Dalej stąd”                    | Ewelina Lisowska, Kuba Mańkowski, Tomasz Napierała, Bogumił Romanowski                      | 4:03  |
| 9.  | „Aero-Plan”                     | Ewelina Lisowska, Kuba Mańkowski, Tomasz Napierała, Bogumił Romanowski                      | 4:00  |
| 10. | „Aero-Plan II”                  | Ewelina Lisowska, Filip Pachólczyk, Maciej Wiergowski                                       | 3:35  |
| 11. | „Nieodporny rozum” (Radio Edit) | Johannes Bürmann, Ewelina Lisowska                                                          | 3:34  |
|     |                                 | Celková délka:                                                                              | 40:14 |

## Umístění v žebříčku prodejnosti
| Země   | Žebříčky (2013)              | Nejvyšší umístění | Certifikát  | Prodejnost |
| ------ | ---------------------------- | ----------------- | ----------- | ---------- |
| Polsko | Oficiální seznam prodejnosti | 10                | zlatá deska | 15 000+    |